# Пасечная (Ивано-Франковская область)

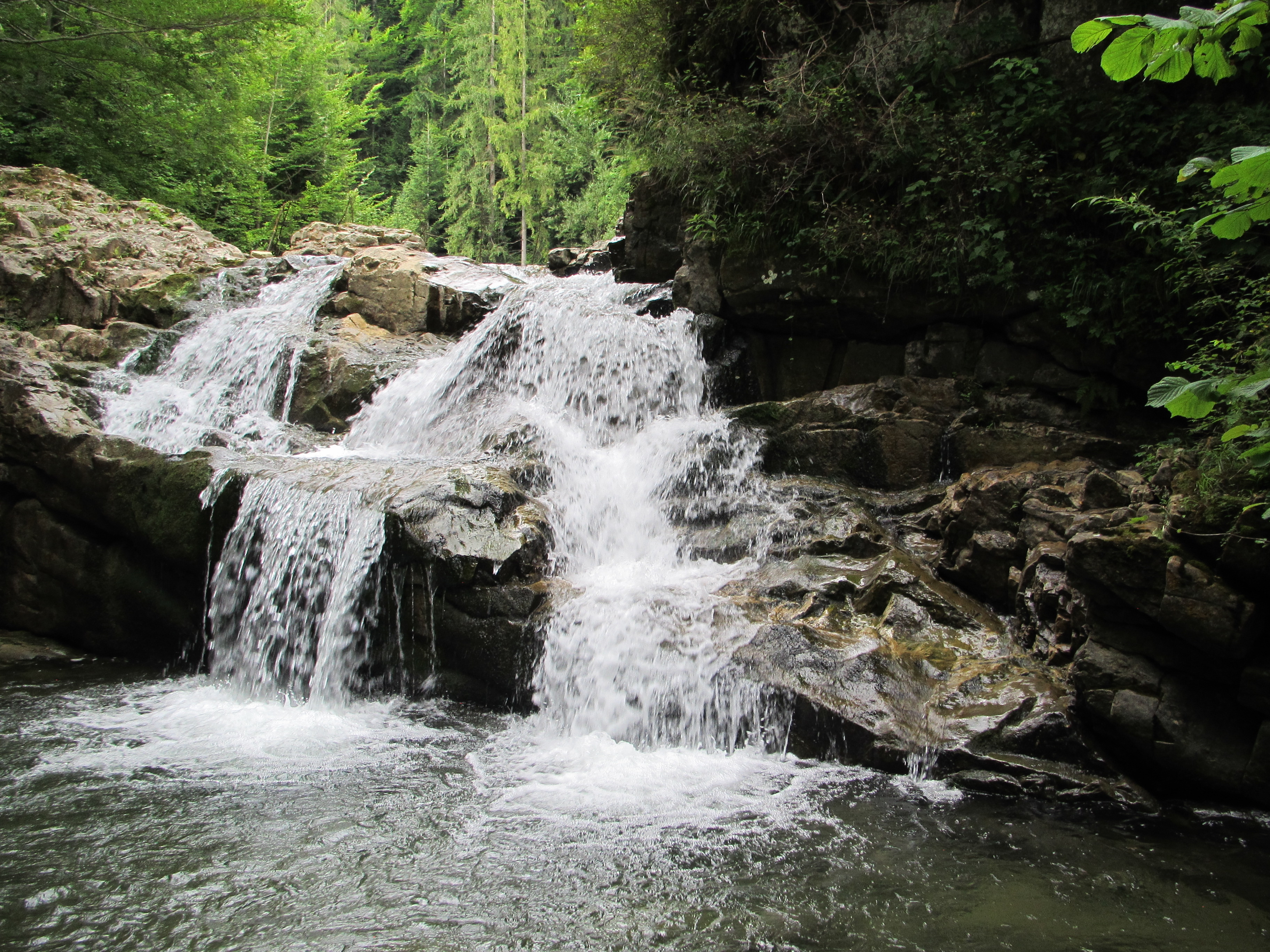
Водопад Розтока

Па́сечная (укр. Пасічна) — село в Надворнянском районе Ивано-Франковской области Украины. Административный центр Пасечнянской сельской общины.
Население по переписи 2001 года составляло 4717 человек. Занимает площадь 8 км². Почтовый индекс — 78432. Телефонный код — 03475.

## Персоналии
- Галечко, София (1891—1918) — украинский военный деятель, первая украинка-офицер (хорунжая УСС).